# Quân xưởng Hải quân Hiro
Quân xưởng Hải quân Hiro (広海軍工廠 Hiro Kaigun Kōshō, Hiro Hải quân Công Xưởng) hay Xưởng Hàng không Hải quân Thứ 11 (第11海軍航空廠 Dai-Jūichi Kaigun Kōkō-shō, Đệ Thập nhất Hải quân Hàng không Xưởng), hoặc thường được gọi tắt là Hiroshō, là một quân xưởng của Hải quân Đế quốc Nhật Bản tại Kure (呉), tỉnh Hiroshima. Đây là một cơ sở sản xuất cho các thủy phi cơ, tàu bay và động cơ máy bay cho Hải quân Đế quốc Nhật Bản trước và trong Thế chiến thứ hai. Nó đã bị phá hủy phần lớn trong một cuộc đánh bom bởi B-29 Superfortress vào ngày 5 tháng 5 năm 1945.

## Máy bay
Thiết kế và sản xuất:
- Hiro G2H - Máy bay ném bom tầm xa
- Hiro H1H - Tàu bay cánh kép phát triển từ chiếc Ipswich F. 5
- Hiro H2H - Tàu bay cánh kép phát triển từ chiếc Southampton II
- Hiro H4H - Tàu bay

Máy bay mẫu và thí nghiệm
- Hiro R-3 - Tàu bay, 1 mẫu được hoàn thành
- Hiro H3H - Tàu bay, 1 mẫu được hoàn thành
- Hiro H10H - Dự án, chưa bao giờ hoàn thành[cần dẫn nguồn]

Máy bay được thiết kế bởi các nhà sản xuất khác sản xuất tại Hiro:
- Yokosuka B3Y
- Nakajima B5N
- Aichi E13A
- Yokosuka D4Y Suisei

## Động cơ
- Hiro Loại 14
- Hiro Loại 61
- Hiro Loại 91
- Hiro Loại 94